# Бледжо-Суперіоре
Бледжо-Суперіоре (італ. Bleggio Superiore) — муніципалітет в Італії, у регіоні Трентіно-Альто-Адідже, провінція Тренто.
Бледжо-Суперіоре розташоване на відстані близько 480 км на північ від Рима, 23 км на захід від Тренто.
Населення — 1570 осіб (2014).

## Демографія
Населення за роками:

Станом на 1 січня 2023 року в муніципалітеті офіційно проживало 76 іноземців з 23 країн, серед них 19 громадян країн Євросоюзу та 3 громадяни України.

## Сусідні муніципалітети
- Бледжо-Інферіоре
- Борго-Ларес
- Кончеї
- Ф'яве
- Тіоне-ді-Тренто